# 今城和智
今城 和智（いまじょう かずとも、1987年3月11日 - ）は、北海道幕別町出身のアイスホッケー選手。ポジションはディフェンス。幕別町立幕別中学校、北海道清水高等学校、中央大学卒業。
2009年冬季ハルビンユニバーシアード代表。同年よりアジアリーグの東北フリーブレイズに入団。